# Александровский сельский совет (Новотроицкий район)
Александровский сельский совет (укр. Олександрівська сільська рада) — входит в состав
Новотроицкого района
Херсонской области
Украины.
Административный центр сельского совета находится в 
с. Александровка
.

## История
- 1980 — дата образования.

## Населённые пункты совета
- с. Александровка
- с. Калиновка